# Лозинка
Лозинка (од  ) или шифра (од  ), унапред је уговорен тајни сигнал, односно реч као елеменат распознавања. У свету рачунара, лозинка је нашла примену при енкрипцији, персонализацији података.
У војсци се за идентификацију стражара и командира страже користи пар речи одзив и лозинка. Стражар и командир страже су морали знати и одзив и лозинку, као и било која особа која би прилазила стражарском месту. Када стражар примети особу која прилази, тражи идентификацију, односно „одзив“. Када особа која прилази изговори одзив, тада стражар изговори своју „лозинку“ и тада су се обојица идентификовали. У уобичајеним ситуацијама би и одзив и лозинку претходно одређивао дежурни официр и важили би 24 часа. Постојало је једноставно правило за бирање речи. И одзив и лозинка су морали бити по једна реч и почињати на исто слово. Одзив је морао бити део војничке опреме а лозинка неки географски појам, најчешће град.
Традиционално се очекивало да се лозинке запамте, али велики број услуга заштићених лозинком којима типичан појединац приступа може учинити меморирање јединствених лозинки за сваку услугу непрактичним. Користећи терминологију NIST смерница за дигитални идентитет, тајну чува странка која се назива подносилац захтева, док се странка која верификује идентитет подносиоца захтева назива верификатором. Када подносилац захтева успешно демонстрира верификатору познавање лозинке путем успостављеног протокола за потврду идентитета, верификатор је у стању да изведе закључак о идентитету подносиоца захтева.
Уопштено, лозинка је произвољан низ знакова укључујући слова, цифре или друге симболе. Ако су допуштени знакови нумерички, одговарајућа тајна се понекад назива лични идентификациони број (PIN).
Упркос свом имену, лозинка не мора бити стварна реч; заправо, не-реч (у речничком смислу) може бити бољи избор, што је пожељно својство лозинки. Запамћена тајна која се састоји од низа речи или другог текста одвојеног размаком понекад се назива и приступном фразом. Приступна фраза је слична лозинци у употреби, али прва је генерално дужа ради додатне сигурности.

## Историја
Лозинке се користе од давнина. Стража би очекивала од оних који желе да уђу у подручје да им доставе лозинку или паролу, и дозволила би особи или групи да прође само ако знају лозинку. Лозинке у војној употреби су еволуирале тако да укључују не само лозинку, већ лозинку и протупротивну лозинку; на пример, у првим данима битке за Нормандију, падобранци 101. ваздушно-десантне дивизије САД користили су лозинку - flash - која је представљена као изазов, а на њу је одговорено тачним одговором - thunder. Изазов и одговор су се мењали свака три дана. Амерички падобранци такође су чувено користили уређај познат као „цврчак” на Дан Д уместо система лозинки као привремен јединствен метод идентификације; један метални клик који је уређај дао уместо лозинке био би одговорен са два клика у одговору.
Лозинке су кориштене са рачунарима од најранијих дана рачунарства. Компатибилни систем за дељење времена (CTSS), оперативни систем представљен на MIT 1961. године, био је први рачунарски систем који је применио пријаву лозинком. CTSS је имао наредбу LOGIN која је захтевала корисничку лозинку. „Након што је укуцана лозинка, систем по могућности искључује механизам за исписивање, тако да корисник може да унесе своју лозинку са приватношћу.“ Почетком 1970-их Роберт Морис је развио систем за складиштење лозинки за пријављивање у хешираном облику као део Јуникс оперативног система. Тај систем је био заснован на симулираној крипто машини Хагелин ротора, и први пут се појавио у 6. издању Јуникса 1974. Каснија верзија његовог алгоритма, позната као crypt(3), користила је 12-битну со и позвала се на модификовани облик DES-а алгоритам 25 пута за смањење ризика од унапред прорачунатих напада на речник.

## Алтернативе памћењу
Традиционални савети да се лозинке памте и никада не записују постали су изазов због огромног броја лозинки за које се очекује да их корисници рачунара и интернета одржавају. Једно истраживање је показало да просечан корисник има око 100 лозинки. Да би управљали ширењем лозинки, неки корисници користе исту лозинку за више налога, што је опасна пракса јер би повреда података на једном налогу могла да угрози остале. Мање ризичне алтернативе укључују употребу менаџера лозинки, система за једнократну пријаву и једноставно вођење папирних спискова мање критичних лозинки. Такве праксе могу смањити број лозинки које се морају запамтити, као што је главна лозинка менаџера лозинки, на број којим се лакше управља.